# Gboko
Gboko is een stad en een Local Government Area (LGA) in Nigeria, in de staat Benue. Het stedelijk gebied telde in 2019 ongeveer 428.000 inwoners. De bevolking bestaat voor een groot deel uit Tiv.
Gboko ligt in de savanne. In de omgeving liggen de granietrotsen Mkar Hill en Ikyuen Hill.
De stad ligt aan de autoweg A344.
De St John's Cathedral in de stad is sinds 2012 de zetel van het rooms-katholieke bisdom Gboko.